# Dunkerque (1932)
Dunkerque byla bitevní loď francouzského námořnictva třídy Dunkerque. Loď byla dokončena v roce 1937, jelikož však byla po porážce Francie podřízena vládě ve Vichy, na straně spojenců se poté do války již nezapojila. Loď kotvila ve africkém Mers-el-Kébiru, kde 3. července 1940 celou francouzskou eskadru napadla Royal Navy, čímž chtěli Britové zabránit ukořistění lodí Německem.
Dunkerque byla při útoku poškozena a musela najet na břeh, aby nedošlo k jejímu potopení. Protože Britové měli pochybnosti o skutečném stavu lodi, o dva dny později ji torpédy znovu napadly torpédové bombardéry Fairey Swordfish z HMS Ark Royal. Loď přímo se jim zasáhnout nepodařilo, ale dvě torpéda zasáhla hlídkovou loď Terre-Neuve kotvící u jejího boku a přivedla k výbuchu část min, které loď nesla na palubě.
Na části trupu bitevního plavidla bylo strženo pancéřování i obšívka a vzniklým otvorem o rozměrech cca 18×12 metrů vniklo do nitra Dunkerque přes 20 000 tun vody. Po prohlídkách bylo plavidlo zprvu označeno jako totální ztráta, postupně se však podařilo obrovskou díru v trupu provizorně utěsnit betonem a odčerpat vodu. Dne 19. února 1942 se po provoznění části strojovny vydala zmrzačená bitevní loď na celkovou opravu do loděnic v Toulonu. Po obsazení zbytku Francie německou armádou v listopadu 1942, byla většina francouzských válečných lodí včetně Dunkerque 27. listopadu 1942 potopena v Toulonu vlastní posádkou.